# Svätý Kríž
Svätý Kríž je obec na Slovensku, v okrese Liptovský Mikuláš v Žilinském kraji. Obec se nachází v jižní části Liptovské kotliny na úpatí Nízkých Tater.

## Historie
První písemná zmínka o obci pochází z roku 1277.
V obci se nachází římskokatolický kostel Povýšení svatého Kříže z 19. století. Nad obcí (poblíž obce Lazisko) stojí artikulární kostel - dřevěný artikulární kostel, který byl přenesen z Liptovskou Marou zatopené obce Paludza.

## Další informace
Obcí protéká potok Paludžanka (přítok řeky Váh v přehradě Liptovská Mara).